# Mortalité dans le monde

## Tableau
| Classement | Cause                                     | Classement | sous-catégorie                                 | Nombre (par année)                                | Taux pour 100 000 habitants (par année), | Pourcentage           | Année des chiffres |
| ---------- | ----------------------------------------- | ---------- | ---------------------------------------------- | ------------------------------------------------- | ---------------------------------------- | --------------------- | ------------------ |
|            | Total                                     |            |                                                | 56 900 000                                        | 772                                      | 100 %                 | 2016               |
| 1          | Maladies infectieuses                     |            |                                                | 17 000 000                                        | 240                                      | 29,7 %                |                    |
|            |                                           | 9          | Infections des voies respiratoires inférieures | 3 000 000                                         | 41                                       | 5,3 %                 | 2016               |
|            |                                           | 17         | Maladies diarrhéiques                          | 1 400 000                                         | 17                                       | 2,5 %                 | 2015               |
|            |                                           | 20         | Tuberculose                                    | 1 300 000                                         | 19                                       | 2,3 %                 | 2016               |
|            |                                           | 21         | Sida                                           | 1 000 000                                         | 14                                       | 1,8 %                 | 2016               |
|            |                                           | 25         | Paludisme                                      | 655 000                                           | 9,6                                      | 1,2 %                 | 2010               |
|            |                                           | 26         | Grippe                                         | 650 000                                           | 9,4                                      | 1,2 %                 | 2017               |
|            |                                           | 38         | Rougeole                                       | 164 000                                           | 2,4                                      | 0,29 %                | 2008               |
|            | Maladie cardiovasculaire                  |            |                                                |                                                   |                                          |                       |                    |
|            |                                           | 2          | Maladie coronarienne                           | 9 500 000                                         | 129                                      | 15,9 %                | 2016               |
|            |                                           | 5          | Accident vasculaire cérébral                   | 5 800 000                                         | 79                                       | 9,7 %                 | 2016               |
|            | Drogue                                    |            |                                                |                                                   |                                          |                       |                    |
|            |                                           | 4          | Tabagisme                                      | 6 000 000                                         | 86                                       | 10 %                  | 2012               |
|            |                                           | 8          | Alcool                                         | 3 300 000                                         | 43                                       | 5,8 %                 | 2018               |
|            |                                           | 36         | Produit stupéfiant                             | 230 000                                           | 3,8                                      | 0,4 %                 | 2000               |
| 3          | Cancer                                    |            |                                                | 7 600 000                                         | 110                                      | 13 %                  | 2008               |
|            |                                           | 19         | Cancer du poumon                               | 1 370 000                                         | 18                                       | 2,3 %                 | 2008               |
|            |                                           | 23         | Cancer de l'estomac                            | 736 000                                           | 11                                       | 1,3 %                 | 2008               |
|            |                                           | 24         | Cancer du foie                                 | 695 000                                           | 10                                       | 1,2 %                 | 2008               |
|            |                                           | 27         | Cancer colorectal                              | 608 000                                           | 9,1                                      | 1 %                   | 2008               |
|            |                                           | 29         | Cancer du sein                                 | 458 000                                           | 6,8                                      | 0,78 %                | 2008               |
|            |                                           | 35         | Cancer du col de l’utérus                      | 275 000                                           | 4,1                                      | 0,47 %                | 2008               |
| 6          | Hypercholestérolémie                      |            |                                                | 3 800 000                                         | 54 (2012)                                | 6,6 %                 |                    |
| 7          | Sous-alimentation                         |            |                                                | 3 400 000                                         | 56                                       | 5,9 %                 | 2000               |
| 9'         | Bronchopneumopathie chronique obstructive |            |                                                | 3 000 000                                         | 41                                       | 5,3 %                 | 2016               |
| 9"         | Sucre                                     |            |                                                | 3 000 000                                         | 43                                       | 5,3 %                 |                    |
|            |                                           | 16         | Diabète sucré                                  | 1 600 000                                         | 22                                       | 2,8 %                 | 2016               |
| 12         | Obésité                                   |            |                                                | 2 800 000                                         | 42                                       | 4,9 %                 | 2008               |
|            | Accident de la vie courante               |            |                                                | plusieurs millions                                |                                          |                       | 1999               |
|            |                                           | 30         | Chute                                          | 424 000                                           | 6,2                                      | 0,75 %                | 2010               |
|            |                                           |            | Asphyxie                                       |                                                   |                                          |                       |                    |
|            |                                           | 31         | Noyade                                         | 410 000                                           | 6,6                                      | 0,73 %                | 2002               |
|            |                                           | 33         | Intoxication                                   | 380 000                                           | 6,1                                      | 0,67 %                | 2002               |
|            |                                           | 34         | Brûlure                                        | 350 000                                           | 5,6                                      | 0,62 %                | 2002               |
| 13         | Travail                                   |            |                                                | 2 100 000                                         | 32                                       | 3,7 %                 | 2005               |
|            |                                           | 15         | Maladie liées au travail                       | 1 700 000                                         | 26                                       | 3 %                   | 2005               |
|            |                                           | 32         | Accident du travail                            | 400 000                                           | 6,2                                      | 0,71 %                | 2005               |
| 14         | Maladie d'Alzheimer et autres démences    |            |                                                | 2 000 000                                         | 27                                       | 3,5 %                 | 2016               |
| 15'        | Eau                                       |            |                                                | 1 700 000                                         | 27                                       | 3 %                   | 2002               |
| 17'        | Accident de la route                      |            |                                                | 1 400 000                                         | 19                                       | 2,3 %                 | 2016               |
| 22         | Suicides                                  |            |                                                | 900 000                                           | 14                                       | 1,6 %                 | 2002               |
| 28         | Violence                                  |            |                                                | 570 000                                           | 9,1                                      | 1 %                   | 2002               |
| 37         | Guerre                                    |            |                                                | 180 000                                           | 2,9                                      | 0,31 %                | 2002               |
| 39         | Accidents d'avions                        |            |                                                | 569                                               | 0,0084                                   | 0,00098 %             | 2009               |
| 40         | Radiation                                 |            |                                                | 0 en omettant l'effet de seuil : moins de 900 000 | 0 moins de 13                            | 0 % moins de 1,5 %    | 2007               |
|            |                                           | 41         | Radiations naturelles                          | 0 en omettant l'effet de seuil : moins de 570 000 | 0 moins de 8,1                           | 0 % moins de 0,98 %   | 2007,              |
|            |                                           | 42         | Radiations médicales                           | 0 en omettant l'effet de seuil : moins de 240 000 | 0 moins de 3,2                           | 0 % moins de 0,41 %   | 2007,              |
|            |                                           | 43         | Radiations industrielles                       | 0 en omettant l'effet de seuil : moins de 8 000   | 0 moins de 0,11                          | 0 % moins de 0,014 %  | 2007,              |
|            |                                           | 44         | Radiations militaires et civiles               | 0 en omettant l'effet de seuil : moins de 4 000   | 0 moins de 0,057                         | 0 % moins de 0,0068 % | 2007,              |
|            |                                           | 45         | Catastrophe nucléaire de Tchernobyl            | 0 en omettant l'effet de seuil : moins de 1 700   | 0 moins de 0,024                         | 0 % moins de 0,0029 % | 2007,              |